# ناحیه بانیانگابو
ناحیه بانیانگابو (به لاتین: Bunyangabu District) یک منطقهٔ مسکونی در اوگاندا است که در استان غربی، اوگاندا واقع شده‌است. ناحیه بانیانگابو ۱۷۱٬۲۹۲ نفر جمعیت دارد.